# Haemophilus influenzae
Haemophilus influenzae (Паличка Пфайффера або Bacillus influenzae) — грам-негативна анаеробна кокобактерія з роду Haemophilus, родини Pasteurellaceae.

Haemophilus influenzae — збудник гемофільної інфекції.

## Історичні відомості
H. influenzae вперше була описана у 1892 році Річардом Пфайффером під час пандемії грипу. Гемофільна паличка була знайдена ним у виділеннях з носа людей, хворих на грип. Гемофільна паличка помилково вважалася збудником грипу до 1933 року, коли вірусна етіологія грипу стала очевидною. H. influenzae відповідальна за широке коло локальних і генералізованих інфекцій, зокрема бразильської пурпурової гарячки.

## Біологічні властивості

### Морфологія
Дрібна (0,3—0,5 × 0,2—0,3 мкм) нерухома кокобацила, розташовується поодиноко, попарно та скупченнями, утворює капсулу. Джгутиків не має, слабо фарбується аніліновими барвниками.

### Культуральні властивості
Хемоорганогетеротроф, факультативний анаероб. Утворює дрібні непрозорі пласкі колонії на середовищах, що містять прогріту кров (кров'яний агар лише з кінською або кролячою кров'ю, шоколадний агар, Колумбійський агар або середовище Левенталя, збагачене гемоглобіном). Не росте на простих живільних середовищах, які не містять кров. Для життєдіяльності мікроорганізму необхідні фактори росту X й V, залежність від яких є систематизуючою ознакою. Метаболізує глюкозу з утворенням кислоти. Утворює колонії S- та R- типів. Гладенькі колонії S-типу утворюються H. influenzae типу b, що утворюють капсулу.

Для гемофільных бактерій є характерним т. зв. феномен сателіта, який проявляєтся в їх здатності рости на кров'яному агарі навколо колоній стафілококків або інших бактерій, що продукують нікотинамідаденіндинуклеотид (НАД) або спричинюють гемоліз. Власне гемофільним паличкам здатність викликати гемолиз не властива. Дрібні райдужні колонії гемофільних бактерій можуть бути виявлені на кров'яному агарі лише в зоні гемолізу, яка утворена іншими мікроорганізмами (наприклад, стафілококами).

### Геном
Геном H. influenzae був повністю секвенований у 1995 році і опублікований в журналі Science. Мікроорганізм був обраний тому, що нобелевський лауреат Хамілтон Отанел Сміт тривалий час працював з ним та міг надати високоякісні бібліотеки клонованої ДНК. Геном являє собою кільцеву дволанцюгову молекулу ДНК розміром 1830138 п.н. та містить 1789 генів, з яких 1657 кодують білки, частка Г+Ц пар складає 38 %.

### Антигенні властивості
H. influenzae поділяють на 6 серотипів — a, b, c, d, e та f. Штами серотипу b спричиняють найважчі інфекції.

## Патологія
Спочатку H. influenzae був ідентифікований як збудник грипу, але після з'ясування вірусної етіології грипу (1933 р.) було виявлено, що цей мікроорганізм є одним зі збудників пневмонії, менінгіту, епіглотиту, до захворювання найсхильніші діти віком до 3 років, а також дорослі зі скомпрометованою імунною системою. Інфекція H. influenzae асоційована з перикардитом, целюлітом, остеомієлітом та септичним артритом. H. influenzae уражає лише людей. Капсула є фактором патогенності та захищає мікроорганізм від впливу імунної системи людини.